# Ulf Olsson (politiker)
Ulf Jörgen Olsson, född 20 september 1971 i Sandhults församling i Älvsborgs län, är en svensk politiker (socialdemokrat), bosatt i Borås. Olsson är sedan 1994 kommunalråd i Borås. Åren 2006–2010 var han vice ordförande i kommunstyrelsen och är sedan 2010 ordförande. Han är även ordförande i SKR:s förhandlingsdelegationoch sitter i Socialdemokraternas partistyrelse.
Olsson är tidigare ersättare i förbundsstyrelsen för Sveriges Kommuner och Regioner. Han arbetade tidigare som lärare på Viskadalens folkhögskola. 
Olsson började sin politiska bana i SSU på 1980-talet och satt som ordförande för SSU-distriktet. Sedan valet 1991 sitter Ulf Olsson i Borås kommunfullmäktige. Han har även haft uppdrag i Västra Götalandsregionen och har ett flertal gånger varit ombud på Socialdemokraternas partikongress. 
Olsson har bland annat engagerat sig i frågor om vård, skola och omsorg, där han profilerat sig som en av socialdemokratins kritiker mot friskolor och avregleringar av vård och omsorg.
Från november 2010 till valet 2018 ledde Olsson en minoritetskoalition bestående av Socialdemokraterna, Miljöpartiet och Vänsterpartiet. Från 2018 styr Socialdemokraterna, Miljöpartiet, Centerpartiet och Liberalerna Borås, först under namnet Mitt-S-samverkan (2018-2022) och nu (2022-2026) under namnet Mittsamverkan.